# Triathlon aux Jeux du Commonwealth de 2014
Navigation
Melbourne 2006 Gold Coast 2018
L'épreuve de triathlon aux Jeux du Commonwealth de 2014 se tient à Glasgow, Écosse. Il s'agit de la troisième édition du triathlon aux Jeux du Commonwealth. La compétition se déroule du 24 au 26 juillet 2014 et sont réparties sur trois épreuves : masculine, féminine et relais mixte.

## Format
1,5 km
  40 km
  10 km

## Résultats
Ces tableaux présentent les résultats des épreuves de triathlon aux Jeux du Commonwealth 2014.

### Palmarès hommes
| Pos.               | Nom                | Pays             | Natation | Cyclisme | Course à pied | Temps    |
| ------------------ | ------------------ | ---------------- | -------- | -------- | ------------- | -------- |
| Médaille d'or      | Alistair Brownlee  | Angleterre       | 00:18:00 | 00:58:43 | 00:31:09      | 01:48:50 |
| Médaille d'argent  | Jonathan Brownlee  | Angleterre       | 00:17:58 | 00:58:45 | 00:31:21      | 01:49:01 |
| Médaille de bronze | Richard Murray     | Afrique du Sud   | 00:18:45 | 00:59:09 | 00:31:35      | 01:50:21 |
| 4                  | Andrew Yorke       | Canada           | 00:18:44 | 00:59:12 | 00:31:50      | 01:50:40 |
| 5                  | Ryan Bailie        | Australie        | 00:18:11 | 00:59:45 | 00:31:53      | 01:50:43 |
| 6                  | Aaron Harris       | Angleterre       | 00:18:39 | 00:59:12 | 00:32:01      | 01:50:49 |
| 7                  | David McNamee      | Écosse           | 00:18:46 | 00:59:08 | 00:32:08      | 01:50:59 |
| 8                  | Aaron Royle        | Australie        | 00:18:12 | 00:59:42 | 00:32:16      | 01:51:03 |
| 9                  | Dan Wilson         | Australie        | 00:18:44 | 00:59:07 | 00:32:50      | 01:51:36 |
| 10                 | Tony Dodds         | Nouvelle-Zélande | 00:18:42 | 00:59:11 | 00:33:08      | 01:51:58 |
| 11                 | Kyle Jones         | Canada           | 00:18:45 | 00:59:09 | 00:33:27      | 01:52:15 |
| 12                 | Conor Murphy       | Irlande          | 00:18:35 | 00:59:20 | 00:33:40      | 01:52:29 |
| 13                 | Ryan Sissons       | Nouvelle-Zélande | 00:18:40 | 00:59:14 | 00:34:10      | 01:53:01 |
| 14                 | Grant Sheldon      | Écosse           | 00:18:35 | 00:59:13 | 00:34:21      | 01:53:10 |
| 15                 | Wian Sullwald      | Afrique du Sud   | 00:18:42 | 01:00:17 | 00:33:47      | 01:53:43 |
| 16                 | Henri Schoeman     | Afrique du Sud   | 00:17:54 | 00:59:57 | 00:34:51      | 01:53:46 |
| 17                 | Daniel Halksworth  | Jersey           | 00:18:09 | 00:59:33 | 00:36:14      | 01:54:53 |
| 18                 | Jason Wilson       | Barbade          | 00:18:37 | 00:59:19 | 00:36:30      | 01:55:21 |
| 19                 | Tyler Butterfield  | Bermudes         | 00:19:00 | 01:01:12 | 00:34:13      | 01:55:31 |
| 20                 | Matthew Wright     | Barbade          | 00:18:56 | 01:02:01 | 00:34:52      | 01:56:51 |
| 21                 | Matthew Sharpe     | Canada           | 00:18:04 | 00:59:50 | 00:38:02      | 01:56:56 |
| 22                 | Marc Austin        | Écosse           | 00:18:01 | 00:59:57 | 00:38:58      | 01:57:53 |
| 23                 | Russell White      | Irlande          | 00:18:48 | 01:02:31 | 00:37:00      | 01:59:20 |
| 24                 | Thomas Perchard    | Jersey           | 00:20:50 | 01:05:14 | 00:37:10      | 02:04:16 |
| 25                 | Drikus Coetzee     | Namibie          | 00:20:54 | 01:05:14 | 00:41:15      | 02:08:23 |
| 26                 | Christopher Walker | Gibraltar        | 00:21:22 | 01:07:17 | 00:40:57      | 02:10:45 |
| 27                 | Harry Speers       | Irlande          | 00:20:13 | 01:08:32 | 00:42:43      | 02:12:29 |

### Palmarès femmes
| Pos.              | Nom                    | Pays             | Natation | Cyclisme | Course à pied | Temps    |
| ----------------- | ---------------------- | ---------------- | -------- | -------- | ------------- | -------- |
| Médaille d'or     | Jodie Stimpson         | Angleterre       | 00:19:37 | 01:04:01 | 00:34:21      | 01:58:56 |
| Médaille d'argent | Kirsten Sweetland      | Canada           | 00:19:53 | 01:03:41 | 00:34:26      | 01:59:01 |
| Médaille d'argent | Vicky Holland          | Angleterre       | 00:19:35 | 01:04:00 | 00:34:37      | 01:59:11 |
| 4                 | Andrea Hewitt          | Nouvelle-Zélande | 00:19:47 | 01:03:44 | 00:34:51      | 01:59:25 |
| 5                 | Emma Jackson           | Australie        | 00:19:57 | 01:03:39 | 00:34:58      | 01:59:34 |
| 6                 | Aileen Reid            | Irlande          | 00:19:39 | 01:03:57 | 00:35:11      | 01:59:46 |
| 7                 | Emma Moffatt           | Australie        | 00:19:43 | 01:03:50 | 00:36:55      | 02:01:31 |
| 8                 | Flora Duffy            | Bermudes         | 00:19:45 | 01:03:52 | 00:37:40      | 02:02:18 |
| 9                 | Ashleigh Gentle        | Australie        | 00:20:24 | 01:06:14 | 00:35:43      | 02:03:24 |
| 10                | Nicky Samuels          | Nouvelle-Zélande | 00:19:39 | 01:03:55 | 00:39:16      | 02:03:52 |
| 11                | Lucy Hall              | Angleterre       | 00:19:33 | 01:04:03 | 00:40:36      | 02:05:13 |
| 12                | Kate McIlroy           | Nouvelle-Zélande | 00:20:23 | 01:06:10 | 00:38:40      | 02:06:20 |
| 13                | Gillian Sanders        | Afrique du Sud   | 00:20:59 | 01:10:41 | 00:38:19      | 02:11:01 |
| 14                | Kate Roberts           | Afrique du Sud   | 00:19:49 | 01:11:48 | 00:39:04      | 02:11:45 |
| 15                | Danica Bonello Spiteri | Malte            | 00:22:55 | 01:14:15 | 00:42:57      | 02:21:14 |
| 16                | Fabienne St Louis      | Maurice          | 00:24:07 | 01:13:05 | 00:43:43      | 02:22:00 |

### Relais mixte
| Médaille d'or                                                    | Temps           | Médaille d'argent                                          | Temps           | Médaille de bronze                                | Temps           |
| ---------------------------------------------------------------- | --------------- | ---------------------------------------------------------- | --------------- | ------------------------------------------------- | --------------- |
| Vicky Holland Jonathan Brownlee Jodie Stimpson Alistair Brownlee | 1 h 18 min 28 s | Kate Roberts Henri Schoeman Gillian Sanders Richard Murray | 1 h 14 min 13 s | Emma Moffatt Aaron Royle Emma Jackson Ryan Bailie | 1 h 14 min 14 s |

## Tableau des médailles
| Rang  | Nation         | Or | Argent | Bronze | Total |
| ----- | -------------- | -- | ------ | ------ | ----- |
| 1     | Angleterre     | 3  | 1      | 1      | 5     |
| 2     | Afrique du Sud | 0  | 1      | 1      | 2     |
| 3     | Canada         | 0  | 1      | 0      | 1     |
| 4     | Australie      | 0  | 0      | 1      | 1     |
| Total | Total          | 3  | 3      | 3      | 9     |